# Prunus buxifolia
Prunus buxifolia es un árbol de la familia Rosaceae. Es endémico de Colombia, donde es llamado uche, tunebo o chuwuacá.

## Descripción
Se caracteriza por las hojas coriáceas, rígidas, cortamente pecioladas, de tamaño pequeño en comparación con la mayoría de las especies andinas (hasta 7 × 3,8 cm), con base de obtusa a truncada o emarginada a nivel de las glándulas, haz levemente lustrosa, nervaduras secundarias y terciarias poco visibles y 2 glándulas basales marginales o submarginales. Las inflorescencias son medianas en longitud (4-7 cm), densifloras y las flores presentan pedicelos cortos por lo general menores de 2,5 mm.

## Distribución
Es endémico de Colombia, y se distribuye a lo largo de la cordillera Oriental de todo el altiplano cundiboyacense desde la sabana de Bogotá hasta la Sierra Nevada del Cocuy. Se puede encontrar en un rango de altitud entre 2500 y 3650 metros sobre el nivel del mar.